# Comté de Touraine
VIe siècle – 1204
Entités précédentes :
- Empire romain d'Occident

Entités suivantes :
- Province, puis duché de Touraine

Le comté de Tours est une ancienne région féodale de la France au Moyen Âge, mentionnée depuis le VIe siècle, héritière de la cité des Turones. Il correspondait plus ou moins au département actuel d'Indre-et-Loire.
Établie après la conquête du roi franc Clovis vers l'an 500, le comté de Touraine a été longtemps occupée par les comtes de Blois et d'Anjou à partir du IXe siècle, souvent bien plus puissants que les rois capétiens, mais la généralisation de la seigneurie franco-flamande et le besoin de paix publique et de sécurité, réhabilitent le pouvoir central longtemps oublié.
Au début du XIIIe siècle, au terme d'une reprise capétienne séculaire, Philippe Auguste s'impose face à la prestigieuse dynastie Plantagenêt. Le comté de Touraine est intégré au domaine royal en 1204.

## Origines
La Touraine est peuplée depuis le Paléolithique. La province tire son nom de la tribu des Turones ou Turoni, sans qu'il soit possible d'affirmer qu'il s'agissait du peuple autochtone héritier de la culture du Grand-Pressigny, ou s'il s'agissait d'une immigration postérieure à la fin du Néolithique d'origine rhénane. Politiquement organisés, les Turons ont comme voisins les Andecavi occupant —au sens archéologique— l'Anjou, les Pictones ou Pictavi du Poitou, les Bituriges Cubi du Berry, les Carnutes de la région de Chartres et Aulerci Cenomani de la région du Mans. Épousant une logique d'intérêt nautique, les Turones sont proches des Andecavi et des petits peuples de la Loire. Les accords avec les Aulerques et les Bituriges, difficiles, s'imposent pour maintenir l'ancienne voie marchande de l'étain.

### Une terre de Gaule romaine
Ces peuples se soumettent aux légions de Crassus, lieutenant de César ; toutefois la soumission est de courte durée, car les bagaudes perdureront jusqu'à la chute de l'Empire romain.
Des cités gauloises sont fondées sur le modèle romain, prenant ainsi le relai des anciens oppidums indigènes. Caesarodunum correspond à la première dénomination de Tours comme Juliomagus (Angers), Autricum (Chartres), Cenabum (Orléans), Limonum (Poitiers) ou Avaricum (Bourges), etc. La cité des Turones est promue capitale de la troisième Lyonnaise, une grande entité de l'administration impériale comportant Bretagne, Maine, Anjou et Touraine qui résulte d'une division de la Lyonnaise. Ce reliquat d'entité romaine du Bas Empire est préservé par l'influence de l'archevêché de Tours jusqu'en 1859.
Le moine Martin fonde Marmoutier et accède à l'épiscopat de Tours. La pleine récupération de l'héritage martinien et probablement aussi des reliques de l'apôtre des Gaules par l'évêque de Tours Perpetuus vers 450 se concrétise par l'instauration d'un grand pèlerinage de Saint Martin qui draine les premières foules chrétiennes de Gaule. Au fur et à mesure, une martinopole apparaît à côté de la vieille cité de Tours et commence à se peupler d'églises et de sanctuaires. Les médecins travaillant auprès des moines de Marmoutier sont très tôt renommés. Les propriétaires de grands domaines gallo-romains, parmi lesquels l'évêque, dominent la Touraine.

### Conquête par les Francs
L'arrivée des Francs de Clovis sur la Loire vers 500 et les rixes incessantes avec les prestigieux Wisigoths, maîtres de guerre qui décident aussi avec brutalité de la conformité religieuse en imposant leurs conceptions ariennes, rendent le pays de moins en moins sûr et fréquenté. Le choix des Tourangeaux est fait : ils préfèrent le roi des Francs catholiques aux potentats ariens qui règnent à ce moment sur l'Aquitaine. La victoire des Mérovingiens est un soulagement, une délivrance. Le roi, victorieux, dédie son succès à Saint Martin de Tours. La Touraine devient une terre de Neustrie (aux confins de l'Aquitaine). Les Francs ne vont guère faire souche en Touraine, qui ne voit pas l'établissement de colons germaniques, contrairement aux régions situées au nord de la Seine. Tours demeure cependant une des capitales du regnum francorum, si ce n'est d'un des royaumes mérovingiens.
L'essor du culte catholique et du pèlerinage peut reprendre. Cependant, dans son Histoire des Francs, Saint Martin évoque l'athéisme, qui reste ancré dans la population. Le dogme chrétien n'atteint que les couches aristocratiques gallo-romaines et gallo-franques ; c'est sur elles que l'Église va s'appuyer pour se protéger des exactions.
Tours est capitale du missaticum toronicum. Sous Louis le Débonnaire, la vieille Gaule est divisée administrativement en dix missatica ; mais les Carolingiens en décadence ne protègent plus les axes de circulation du pays. La remontée de la Loire et de ses affluents profite aux marchands et aux pillards de la mer de Nord, voire aux armées prêtes à piller les riches sanctuaires. 

### Un premier duché
L'existence des premiers comtes de Tours est attestée par Grégoire de Tours, évêque de cette ville (573-594), qui écrivit une histoire universelle du monde et de l'Église en 572. La Touraine était alors un ducatus (duché) constitué de deux provinces ecclésiastiques (Poitiers et Tours), incluses dans le Regnum Francorum des Mérovingiens. On ne retrouve plus mention de ce duché avant le XIVe siècle.

## Histoire du comté
Au centre de la stratégie capétienne naissante, la Touraine isolée sous forme de comté ou de vicomté ne parvient ensuite plus à unir ses intérêts. Elle devient la proie des deux maisons aristocrates vassales qui ont reçu charge de vicomté du domaine capétien sur la Loire, respectivement en aval et en amont. Toutefois Tours et surtout ses sanctuaires demeurent sous suzeraineté royale. Cette raison suffisante justifie l'intervention capétienne après la restauration d'une puissante autorité royale sous Philippe Auguste.

### Le comté blésois de Tours
Le comté apparaît à l'époque carolingienne sous Louis Ier le Pieux (814-840). Il est administré par des comtes bénéficiaires nommés par le souverain et contrôlés directement par lui. Au cours du IXe siècle, l'autorité des souverains carolingiens s'affaiblit et les comtes deviennent quasiment autonomes, jusqu'à constituer une dynastie comtale, celle des puissants Robertiens, ancêtres des rois Capétiens.
Au Xe siècle, le comté devient héréditaire dans la famille du comte de Blois Thibaud Ier "le Tricheur" (v.940-v.978), avant d'entrer, en 1044, dans les possessions des Ingelgériens maîtres de l'Anjou. En 941, Thibaud le Tricheur obtient le comté de Tours de Hugues le Grand, duc des Francs, l'un des hommes les plus puissants du royaume, mais également son cousin germain . Thibaud obtient en 943 le comté de Blois à la mort de son père Thibaud l'Ancien (le comté était la dot de sa mère Richilde, fille de Robert le Fort), et occupe le comté de Chartres en 960. Le fondateur de la maison de Blois possède aussi les places fortes de Chinon, Montaigu, Vierzon, Sancerre et Saumur. Ses fils et petit-fils Eudes Ier et Eudes II luttent contre les comtes d'Anjou, en particulier Foulque Nerra, qui essaie de s'infiltrer entre leurs terres, alléché par la Touraine. L'issue de la guerre après de longues rixes incertaines est profitable à la maison d'Anjou.

Possessions du comté de Blois vers 1030 (en jaune).

Une lutte haineuse entre les deux maisons se poursuit en Touraine, cœur de conflit, et chaque camp installe châteaux et hommes d'armes, non sans effusion violente. Thibaut III de Blois, fils d'Eudes II, refuse l'hommage au roi de France, Henri Ier. Outré, ce dernier, qui n'a nullement les moyens de venger l'affront politique, décharge la maison de Blois de son comté de Touraine et la donne à son vassal théorique Geoffroy II Martel d'Anjou, fils de Nerra, à charge pour lui de la conquérir. En 1043, Geoffroy Martel met le siège devant Tours et bat les renforts blésois. La capitulation de Tours survient après dix-huit mois de siège. Thibaut cède alors la Touraine à titre de fief au comte d'Anjou en 1044. Geoffroy Martel édifie un château sur le site actuel du château de Tours.

### Le comté angevin de Tours
Cette dynastie comtale agrandit son domaine avec le Maine et une politique habile de "suzeraineté-protection" avec ses voisins, aux dépens de l'autorité des rois de France.

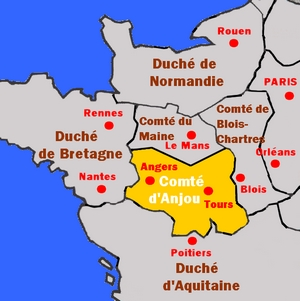
Le comté de Tours annexé par l'Anjou vers 1050.

### Le comté anglais de Tours
C'est l'origine de la puissante principauté des Plantagenêt, dynastie devenue royale par l'accession au trône d'Angleterre en 1154 d'Henri II Plantagenêt, déjà maître du duché d'Aquitaine par son mariage avec son héritière Aliénor (1152).

La Touraine dans l'empire angevin dès 1044 (en rouge), allié de l'Angleterre à partir de 1154.

### Reconquête française
Dans le cadre du conflit entre France et Angleterre le comté est ensuite confisqué par Philippe-Auguste en 1204 et devient une province de France mais également une sénéchaussée héréditaire. À la suite de la bataille de Bouvines en 1214, le traité de Chinon contraint le roi d'Angleterre Jean sans Terre à abandonner ses droits sur ce comté. Le comté est érigé en duché à partir de 1312 et devient ce que l'on appelle sous l'Ancien Régime, la province française de Touraine.

Royaume de France en 1477 (en bleu).

## Liste des lieutenant-généraux de Touraine
- 1351-1354 : Jean de Saintré